# Yu Myeong-Hee
Yu Myeong-Hee   (Seül, 5 de setembre de 1954) és una microbiòloga sud-coreana, que actualment exerceix de presidenta de la Federació de Corea de les Associacions de dones de Ciència i Tecnologia i investigadora principal a l'Institut de Ciència i Tecnologia de Corea. El juliol de 2010, sota el president Lee Myung-bak, va ser nomenada secretària en cap inaugural de la futura oficina de planificació de l'estratègia i va servir fins al febrer de 2013.

## Primera vida i educació
Yu va néixer a Seül. Es va adonar que estava interessada en la ciència i la tecnologia quan estudiava a secundària. Yu es va llicenciar en ciències en microbiologia a la Universitat Nacional de Seül el 1977 i es va doctorar en microbiologia a la Universitat de Califòrnia, Berkeley el 1982. Posteriorment, va treballar com a becària postdoctoral al Massachusetts Institute of Technology (MIT) el 1985.

## Carrera

### Recerca científica
Després de tornar a Corea, Yu va treballar al Korea Research Institute of Bioscience and Biotechnology fins al 2000. Després d'això, ha treballat a l'Institut de Ciència i Tecnologia de Corea, ocupant el càrrec de principal investigadora. Gran part del treball de Yu s’ha centrat en desbloquejar l'estructura i el plegament de la proteïna alfa-1 antitripsina, que és una proteïna serpina. Yu i el seu equip de recerca han treballat per descobrir quins aminoàcids poden suprimir certs tipus de mutacions, com la mutació tsf, que és un error de plegament de proteïnes. També ha patentat l'alfa-1 antritripsina muteïna amb un enllaç disulfur i el mètode per preparar-la juntament amb el seu grup de recerca.
El seu treball ha aparegut a Nature, The Journal of Proteome Research, the Proceedings of the National Academy of Sciences of the United States of America, the Journal of Molecular Biology, the Journal of Biological Chemistry, the BMB Reports, i altres. El seu treball és molt citat en els camps de la bioquímica, la genètica, la biologia molecular, la immunologia i la microbiologia.

### Obra pública
Yu va ser la directora del Centre de Proteòmica Funcional, una part del programa d'I + D de la frontera del segle XXI, a l'Institut de Ciència i Tecnologia de Corea del juliol del 2002 al juliol del 2010. El 2010 va ser nomenada per a un nou càrrec al govern de Corea del Sud: oficial superior per al futur nacional. Les seves responsabilitats incloïen supervisar les comunicacions governamentals sobre ciència i tecnologia i ajudar a promoure tecnologies verdes i baixes en carboni. També va ser presidenta de la Societat de Biofísica Coreana del 2009 al 2010 i presidenta de l'Organització del Genoma de Corea el 2010.

## Premis i reconeixements
- Premi Mock-Am de la Societat Coreana de Biologia Molecular (1996)[6][22]
- Premi L'Oréal-UNESCO per a les dones en la ciència (1998)[8]
- Premi Cultural de la ciutat de Seül (2001)[5]
- L'ordre de la ciència i la tecnologia i la medalla Ungbi, del govern coreà (2004)